# Georg Wilhelm Freytag

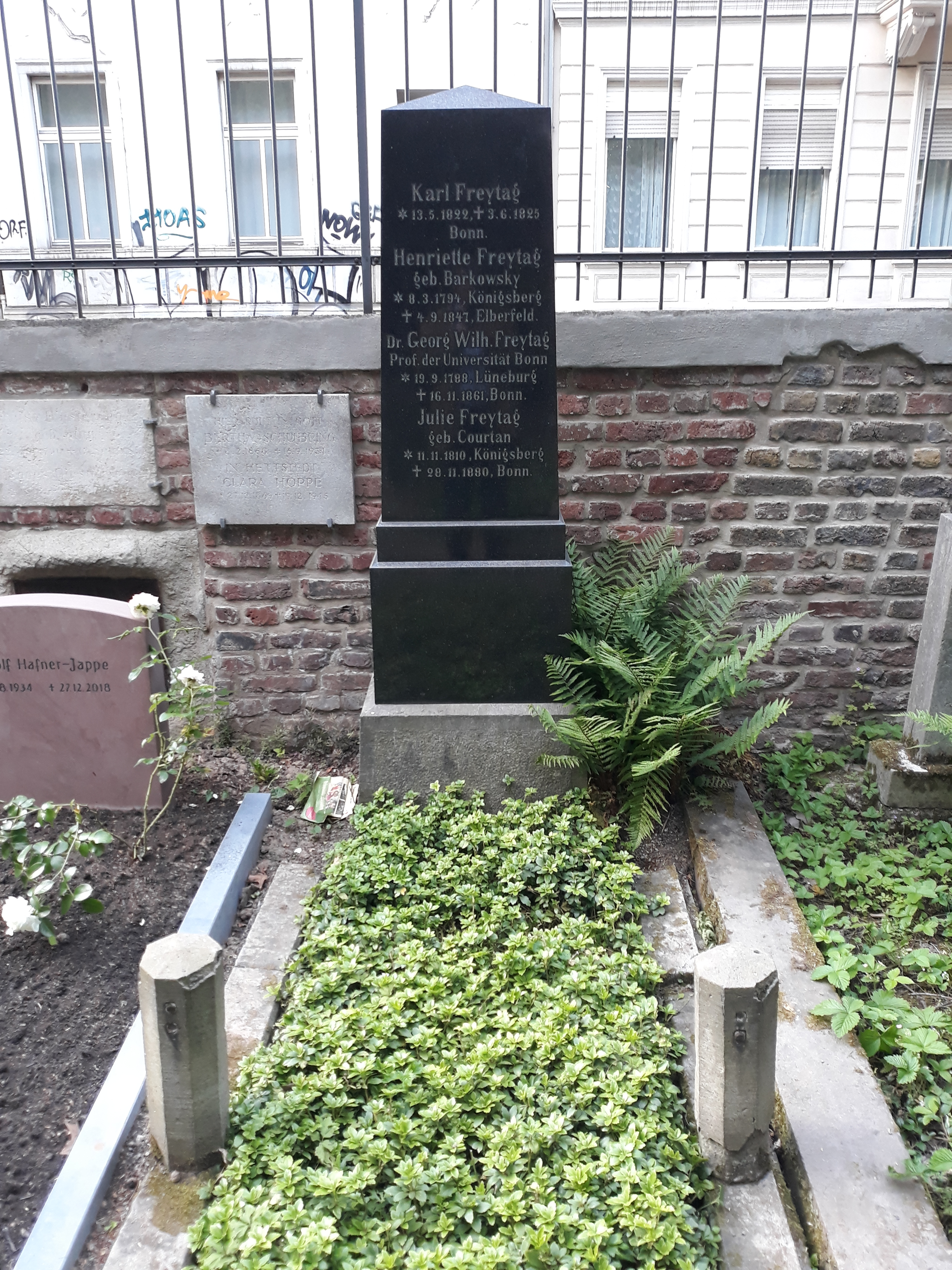
Das Grab von Georg Wilhelm Freytag mit seinen zwei Ehefrauen und einem früh verstorbenen Sohn auf dem Alten Friedhof Bonn.

Georg Wilhelm Friedrich Freytag (* 19. September 1788 in Lüneburg; † 16. November 1861 in Bonn) war ein deutscher Orientalist.

## Herkunft
Er entstammt einer Buchbinderfamilie. Seine Eltern waren Joachim Hartwig Freytag († 1831) und dessen Ehefrau Catharina Wittneben († 1834), Tochter des Buchbinders Peter Wittneben und der Ilsabe Bock.

## Leben
Freytag studierte an der Georg-August-Universität Göttingen Theologie und erhielt dort 1811 eine Repetentenstelle. 1815 wurde er Brigadeprediger in Königsberg (Preußen) und kam dadurch nach Paris. Hier befreundete er sich mit Silvestre de Sacy und setzte unter dessen Leitung auch nach Napoléon Bonapartes endgültiger Niederlage in der Schlacht bei Waterloo seine Studien der arabischen, persischen und türkischen Sprache fort, bis er 1819 als Professor der orientalischen Sprachen an die Universität Bonn berufen wurde. 1829 wurde er als korrespondierendes Mitglied in die Preußische Akademie der Wissenschaften und 1831 in die Russische Akademie der Wissenschaften in Sankt Petersburg aufgenommen. Von 1832 bis 1851 war er korrespondierendes Mitglied der Königlich Niederländischen Akademie der Wissenschaften. 1835/36 amtierte er als Rektor der Universität Bonn.
Zu Freytags Schülern gehörte u. a. der Schweizer Theologe Louis Segond sowie Abraham Geiger, der Begründer des Reformjudentums in Deutschland.

## Familie
Er war zweimal verheiratet. Seine erste Frau heiratete er 1814 in Königsberg, Alexandrine Henriette Barkowsky († 1847). Das Paar hatte zwei Söhne und drei Töchter. Nach ihrem Tod heiratete er im Jahr 1848 in Bonn Julie Courtan (* 1810, franz.-ref.), eine Tochter des Carl Christian Courtan aus Königsberg und der Agnes Amalie Fautsch.

## Mitgliedschaften
Georg Wilhelm Freytag war Mitglied der Deutschen Morgenländischen Gesellschaft.

## Schriften
Sein bedeutendstes Werk ist das vierbändige Lexicon arabico-latinum (Halle 1830–1837). Dies ist die stark erweiterte Ausgabe des gleichnamigen Werkes von Jacobus Golius (Lexicon Arabico-Latinum. Leiden: Typis Bonaventuræ & Abrahami Elseviriorum, 1653).
Weitere Schriften
- Carmen Arabicum (Halaf al-Aḥmār), 1814, Digitalisat
- Selecta ex historia Halebi, Paris 1819, Digitalisat
- Regnum Saahd-Aldanlae in oppido Halebo, 1820, Digitalisat
- Locmani fabulae, Bonn 1823
- Hamâsa, 2 Bände, Bonn 1828–52
- Lexicon Arabico-Latinum.
  - Band 1. Halle, 1830 (Digitalisat).
  - Band 2. Halle, 1833 (Digitalisat).
  - Band 3. Halle, 1835 (Digitalisat).
  - Band 4. Halle, 1837 (Digitalisat).
- Darstellung der arabischen Verskunst, Bonn 1830, 2. Auflage 1838, 1. Auflage
- Liber Arabicus, 1832, Digitalisat
- Ebn Arabschah, Bonn 1832–52
- Chrestomathia arabica, Bonn 1834
- Kurzgefaßte Grammatik der hebräischen Sprache, 1835, Digitalisat
- Arabum proverbia, 3 Bände, Bonn 1838–43
- Behâ-eddîn's Lebensgeschichte. In: Zeitschrift der Deutschen Morgenländischen Gesellschaft, Band 8. 1854. S. 817–829 (Digitalisat).
- Geschichte der Dynastien der Hamdaniden in Mosul und Aleppo. In: Zeitschrift der Deutschen Morgenländischen Gesellschaft, Band 10. 1856. S. 432–498 (Digitalisat).
- Geschichte der Dynastien der Hamdaniden in Mosul und Aleppo (Fortsetzung). In: Zeitschrift der Deutschen Morgenländischen Gesellschaft, Band 11. 1857. S. 177–252 (Digitalisat).
- Einleitung in das Studium der Arabischen Sprache bis Mohammed und zum Theil später zum allgemeinen Gebrauche auch für die, welche nicht Hebräisch und Arabisch treiben. Bonn: Marcus, 1861 (Digitalisat)